# The Winter of His Content
The Winter of His Content — четырнадцатая серия двадцать пятого сезона мультсериала «Симпсоны».

## Сюжет
У дома престарелых Спрингфилда отбирают лицензию и Симпсоны вынуждены забрать Дедушку к себе домой. Приехав за ним, они встречают двух других постояльцев, у которых совсем не осталось родственников. Мардж сжаливается над ними и забирает их вместе с Дедушкой с собой. Дома Симпсоны выделяют старикам подвал под ночлег.
Тем временем, в школьной раздевалке после урока физкультуры выясняется, что Нельсон донашивает трусы за своей матерью, так как она не может позволить себе покупать ему одежду. Другие ребята смеются над ним, кроме Барта. Он заступается за него, чем вызывает уважение окружающих и, в особенности, самого Нельсона.
Дома Гомеру быстро надоедает образ жизни стариков. Лиза просит быть снисходительным к их дедушке, но Гомер сетует, что тот сам не заботиться о своём дедушке и даже отказывается признавать его существование, при том что он до сих пор жив. Тем не менее, Гомер проникается её словами и берётся заботиться о всех трёх стариках.
Барта похищают хулиганы и отвозят в заброшенный загородный клуб. Они посвящают его в почётные хулиганы.
На следующий день рано утром Гомер идёт гулять со стариками. Отведав ранний завтрак и проведя лёгкую прогулку по торговому центру, он начинает проникаться их образом жизни. Мардж не в восторге от этого, так как муж становится похож повадками на старика, хотя они с ней ровесники.
Нельсон, Керни, Джимбо и Дольф вместе с Бартом отправляются ночью на саммит хулиганов. Там на входе их просят сдать «оружие», но Барт всё же проносит свою рогатку. Другие хулиганы с саммита крадут её из его заднего кармана и используют, что бы «подбить» главаря хулиганов — Честера, а потом валят всё на Барта. Ему с друзьями удаётся сбежать и спрятаться на колесе обозрения. Единственная возможность добраться безопасно до дома — ехать на метро, что бы не попасть ни на чью территорию. Разъярённая толпа находит их и им вновь приходится спасаться бегством. Всем пятерым удаётся добежать до метро, но на входе их ждёт одна из банд. Нельсон жертвует собой, что бы остальные смогли сесть на метро и добраться до Спрингфилда. Добравшись под утро наконец до своего района, их выслеживают хулиганы, которые подставили Барта. В это время Гомер как раз совершает со стариками утреннюю прогулку. Гомер замечает своего сына и спешит к нему на выручку. Он отбивает их от хулиганов и понимает, что не нужно слишком рано стареть.